# Bogna
Bogna – staropolskie imię żeńskie stanowiące formę pochodną (zdrobniałą) od imion rozpoczynających się na Bog-, początkowo zarówno męską, jak i żeńską. Istnieją również hipotezy, że imię to mogło być wymyślone przez kronikarza Jana Długosza, w którego pismach pojawia się po raz pierwszy, lub służyć jako zdrobnienie od imienia Benigna. W źródłach polskich poświadczone w XV wieku.
Bogna imieniny obchodzi 20 czerwca i 23 lipca.
Znane osoby o imieniu Bogna:
- bł. Bogna - matka św. Stanisława, 13 czerwca[1],
- Bogna Bartosz – śpiewaczka (mezzosopran i kontralt)
- Bogna Jóźwiak – szablistka, kilkukrotna mistrzyni Polski, mistrzyni Europy z 2008 roku
- Bogna Sokorska – śpiewaczka (sopran koloraturowy)
- Bogna Sworowska – modelka, II wicemiss Polonia z 1987 roku
- Bogna Świątkowska – polska dziennikarka i promotorka kultury